# Заветное (Херсонская область)
Заветное (укр. Завітне) — посёлок в Любимовской поселковой общине Каховского района Херсонской области Украины.
Население по переписи 2001 года составляло 81 человек. Почтовый индекс — 74822. Телефонный код — 5536. Код КОАТУУ — 6523583002.

## Местный совет
74822, Херсонская обл., Каховский р-н, пгт Любимовка, ул. Ленина, 38